# Стратегический бомбардировщик

Стратегический бомбардировщик — боевой самолёт, способный нести авиационное оружие (авиационные бомбы, крылатые и баллистические ракеты), в том числе ядерное, предназначенный для нанесения бомбовых и/или ракетных ударов по стратегически значимым объектам, расположенным на территории враждебного государства, как правило, вне главных театров военных действий, с целью подрыва его военного и промышленного потенциала.
В отличие от тактических бомбардировщиков, предназначенных для поражения объектов противника (мобильной и стационарной техники, тактических баз и личного состава) на театре военных действий, стратегические бомбардировщики, как правило, обладают:
- межконтинентальной дальностью полёта, увеличенной по массе боевой нагрузкой, обладающей наиболее мощным поражающим воздействием;
- более комфортными условиями обитаемости для экипажа, с целью сохранения его работоспособности в длительном полёте (в режиме боевого дежурства).

В мирное время средства поражения (особенно ракетно-ядерные), носимые стратегическими бомбардировщиками, чрезвычайно страшны для государств, являющихся потенциальными противниками, и фактически сдерживают «поджигателей войны». Стратегические бомбардировщики, в отличие от тактических, более универсальны, но и более дорогостоящие, они способны уничтожать заводы, электростанции, магистральные дороги, мосты, плотины, важные объекты сельского хозяйства, военные объекты и целые города, как на театре боевых действий, так и вне его, в частности — на другом континенте. В настоящее время лишь Россия, США и Китай располагают боевыми самолётами такого класса.
Дозаправка топливом в полете позволяет дальним (стратегическим) бомбардировщикам достигать объектов, расположенных практически на любом удалении. Наличие мощного комплекса специального оборудования позволяет бомбардировщику осуществлять полет и наносить удары по стационарным и подвижным объектам днем и ночью в любых метеорологических условиях.

## Ограничение термина
Бомбардировщик принято называть стратегическим, только когда он обладает межконтинентальной дальностью действия (свыше 5000 км) и способен применять ядерное оружие. Например, самолёты типа Ту-22М, Ту-16 и Б-47 (B-47) способны применять стратегическое ядерное оружие, но не обладают межконтинентальной дальностью полёта, и поэтому часто называются дальними бомбардировщиками. (На самом деле, такое применение термина «дальние бомбардировщики» некорректно, так как такие бомбардировщики, не обладая межконтинентальной дальностью полета, в остальном технически также являются стратегическими бомбардировщиками. То есть межконтинентальные и так называемые дальние бомбардировщики являются ни чем иным, как двумя подклассами стратегических бомбардировщиков).
Однако из-за неопределённости критериев и политической конъюнктуры некоторые страны могут называть не только технически стратегические, но тактические и оперативно-тактические бомбардировщики стратегическими (Xian H-6A — ВВС Китая, Vickers 667 Valiant — ВВС Великобритании, Mirage 2000N — ВВС Франции, FB-111 — ВВС США). В последних случаях часто это вызвано применением (в том числе — планируемым) технически тактических и оперативно-тактических бомбардировщиков в качестве стратегических. Порой применение тактических и оперативно-тактических бомбардировщиков в качестве стратегических целесообразно, если стратегические цели на территории противника оказываются в зоне досягаемости тактической и оперативно-тактической ударной авиации.

## История
Стратегическая авиация (в том числе стратегическая бомбардировочная), в полном смысле этого термина, начала активно развиваться в первые годы холодной войны. Тем не менее к стратегическим бомбардировщикам вполне обосновано относят дальние тяжёлые бомбардировщики времён Второй мировой войны:
- B-17, B-24 и B-29 ВВС США,
- бомбардировщики Ланкастер Королевских ВВС Великобритании.
- Советские Ил-4 и Пе-8.

Собственно эти самолёты тогда и использовались в качестве стратегических бомбардировщиков. Советский Ту-4 по характеру своего боевого применения также являлся стратегическим бомбардировщиком.
Во время Второй мировой войны стали появляться и проекты межконтинентальных бомбардировщиков. В Германии и Японии существовали планы использования таких бомбардировщиков для налётов на США с территории Европы и Азии соответственно (см. Amerika Bomber и Nakajima G10N). В США, в свою очередь, разрабатывался проект межконтинентального бомбардировщика для налётов на Германию в случае падения Англии — в итоге дальнейшего развития этого проекта во второй половине 1940-х годов началось массовое производство первого «настоящего» стратегического бомбардировщика B-36. B-36, будучи поршневым самолётом, вскоре стал достаточно уязвимым для быстро совершенствовавшихся реактивных истребителей, несмотря на свою очень большую для тех лет высоту полёта. Тем не менее в течение ряда лет B-36 составляли основу стратегических ядерных сил США.
Дальнейшее развитие этого вида военной техники пошло быстрыми темпами. Через какое-то время стратегические бомбардировщики, оснащённые как правило ядерным оружием, постоянно несли боевое дежурство, обеспечивая условия взаимно-гарантированного уничтожения в случае войны. Главным послевоенным требованием к стратегическому бомбардировщику, к выполнению которого стремились авиаконструкторы, являлась способность самолёта доставить ядерное оружие до территории потенциального противника и вернуться обратно. Такими самолётами в период холодной войны стали американский Boeing B-52 Stratofortress и советский Ту-95.

## Сверхзвуковые стратегические бомбардировщики
В начале-середине 1950-х годов ещё не существовало зенитных ракет (ЗУР), способных поражать высокоскоростные высотные цели.
Единственным средством борьбы с такими целями являлись истребители-перехватчики (такие как, например, американский Convair F-102 Delta Dagger). Таким образом, задача неуязвимости бомбардировщика поддавалась решению путём создания бомбардировщика с очень высокими высотными и скоростными качествами.
В США по этой доктрине были разработаны B-58 и A-5. Особенностями этих самолётов является, например, полное отсутствие любого другого вооружения, кроме стратегических ядерных авиабомб — а иногда и единственной ядерной авиабомбы.
Примерным советским аналогом можно считать Ту-22 и М-50.
Вершиной этой доктрины являются нереализованные в серии американская «Валькирия» XB-70A и её советский аналог — Т-4 («сотка»).
Несостоятельность доктрины выяснилась с появлением ЗРК ПВО, таких, как С-75, уверенно поражающих такие цели, как сверхвысотный самолёт-разведчик U-2. Производство B-58 было свернуто, первый палубный стратегический бомбардировщик A-5 был переделан в разведчик.
На этом новом этапе развития вооружений от дальнего и стратегического бомбардировщика по-прежнему требовалась высокая скорость, но уже не как средство преодоления ПВО, а как средство сокращения подлётного времени — длительности прибытия к месту нанесения удара. Для преодоления же ПВО планировался, например, полёт на сверхмалой высоте.
В этой парадигме первыми серийными сверхзвуковыми такие дальние бомбардировщики, как FB-111, Ту-22М и английский TSR.2 (который не попал в серию из-за переориентации Великобритании на использование ПЛАРБ с ракетами «Поларис»). В англоязычных текстах такие самолёты называются «интердиктор».
С развитием новых технологий также серийные стратегические бомбардировщики получили сверхзвуковую скорость и способность летать как на больших, так на предельно малых высотах (B-1, Ту-160), а в некоторых случаях и стелс-технологии пониженной радиолокационной заметности (B-2, Xian H-20 и частично B-1B ), а также конфигурацию «летающее крыло» (B-2, B-21,Xian H-20). Данный комплекс характеристик увеличивает вероятность удачного проникновения в чужое охраняемое воздушное пространство.
Тем не менее высокая стоимость создания и содержания самолётов данного типа, а также их сомнительная эффективность в локальных войнах (в случае с Россией в условиях наличия на вооружении Су-34 и Ту-22М), не даёт возможности быстро заменить авиапарк и некоторые типы самолётов остаются на вооружении в течение нескольких десятилетий (яркие примеры: B-52 и Ту-95). Однако моральное и техническое старение машин данного типа вызывает необходимость их замены. Так, в США была запущена программа по разработке нового бомбардировщика NGB (Next-Generation Bomber) для замены B-52 (после 2030 года, когда предварительно, самолёты данного типа будут сняты с боевого дежурства). В России планируется заменить Ту-95 на модернизированные Ту-160М1/М2 (первые поступят на вооружение с конца 2010-х годов) и ПАК ДА. Также, вторым в мире (после американского B-2) стратегическим бомбардировщиком технологий стелс и «летающее крыло» начал отрабатываться прототип китайского Xian H-20.
Как правило, стратегические бомбардировщики разрабатывались непосредственно для доставки ядерного оружия. Но они иногда использовались и в локальных войнах. В частности Ту-16, Ту-22 и Ту-22М ограниченно применялись в Афганской войне, B-52 — во Вьетнаме и Ираке, B-2 — в Югославии и в Ираке (2003), Ту-95 и Ту-160 — против Исламского государства в Сирии и против Украины.

## Основные стратегические бомбардировщики

### Холодная война
- Ту-4
- Ту-16
- Ту-22М
- Ту-95
- 3М
- М-4
- B-29
- B-36
- B-52 Stratofortress
- FB-111
- Avro Vulcan
- Vickers Valiant
- Handley Page Victor
- Dassault Mirage IV

### Опытные и нереализованные проекты
- М-50
- М-56
- Ту-96
- Ту-135
- Ту-230
- Т-4
- Т-60
- XB-70

### После холодной войны
- Mirage 2000N

### Современные
- Ту-95МС
- Ту-22М3
- Ту-160
- B-1B
- B-2 Spirit
- B-52H Stratofortress
- Xian H-6A

### Будущие
- Xian H-20
- ПАК ДА и модернизированные Ту-160
- NGB (Next-Generation Bomber)